# 四配
四配，指孔廟大成殿內「至聖先師」孔子神位兩側配祀的四位儒家聖人，分別為：「復聖」顏子、「宗聖」曾子、「述聖」子思子、「亞聖」孟子。其中復聖與述聖在孔子東側，宗聖與亞聖在西側。

## 人物

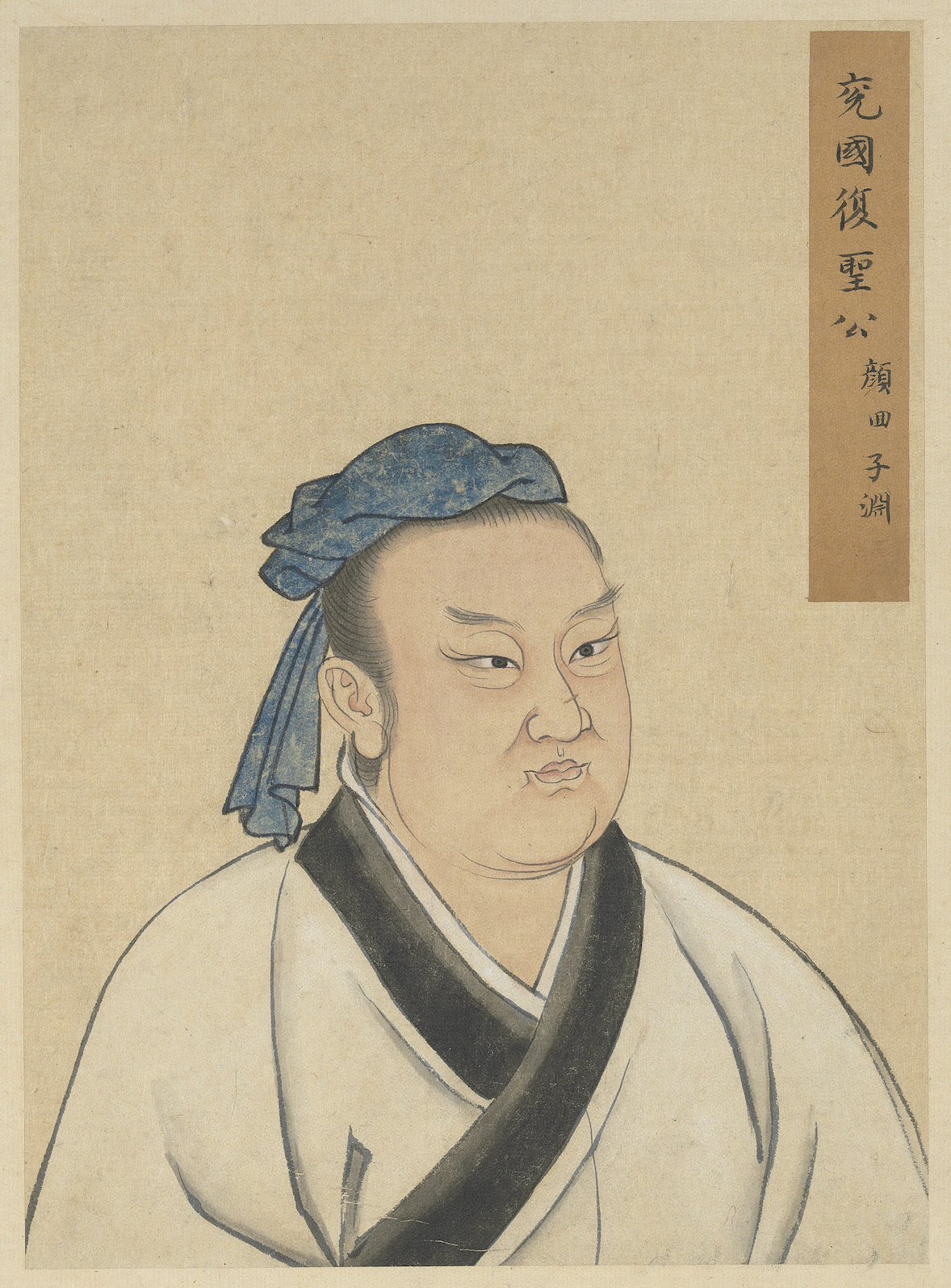
颜回（另祀於颜庙）
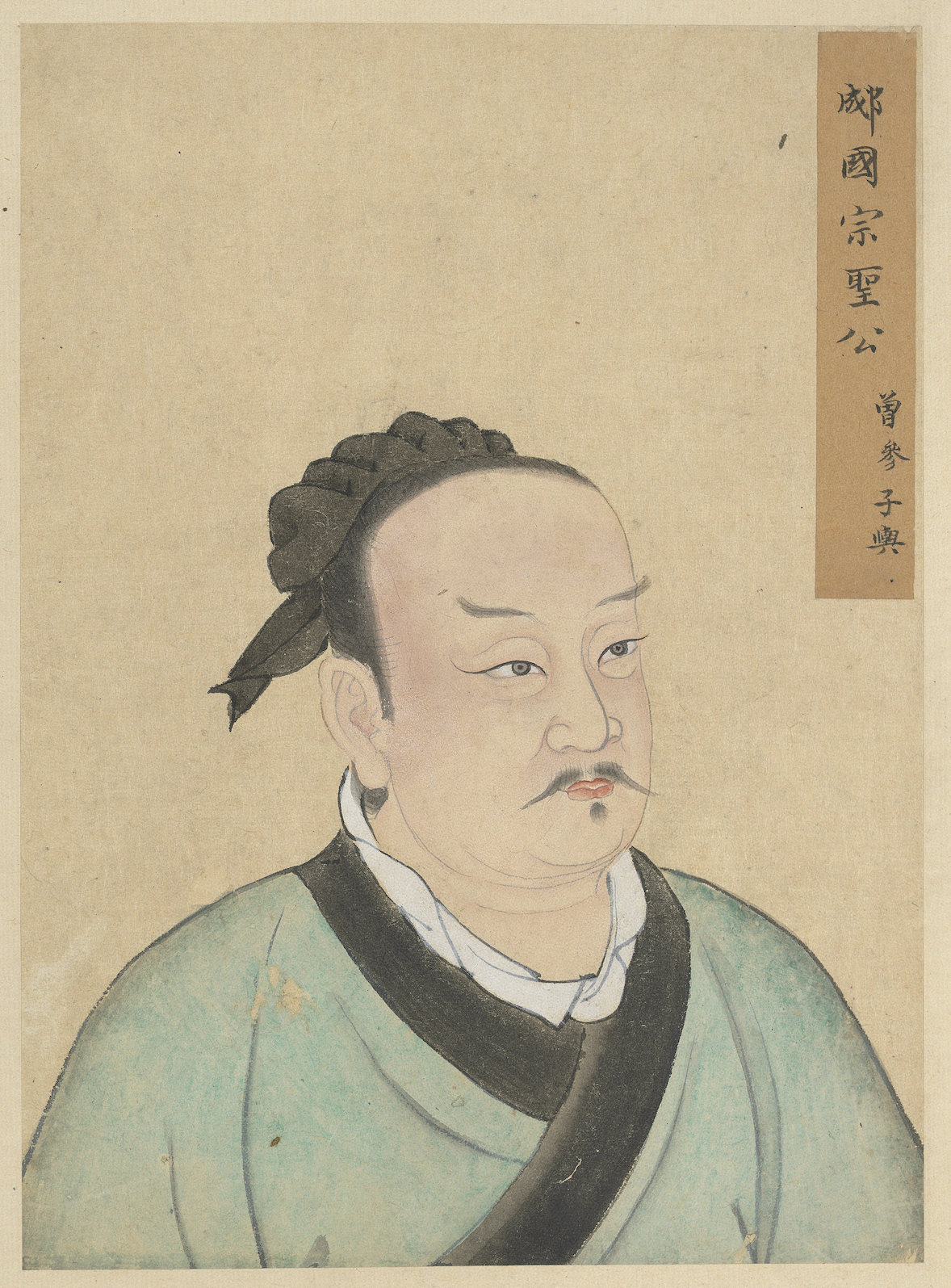
曾参（另祀於曾廟）
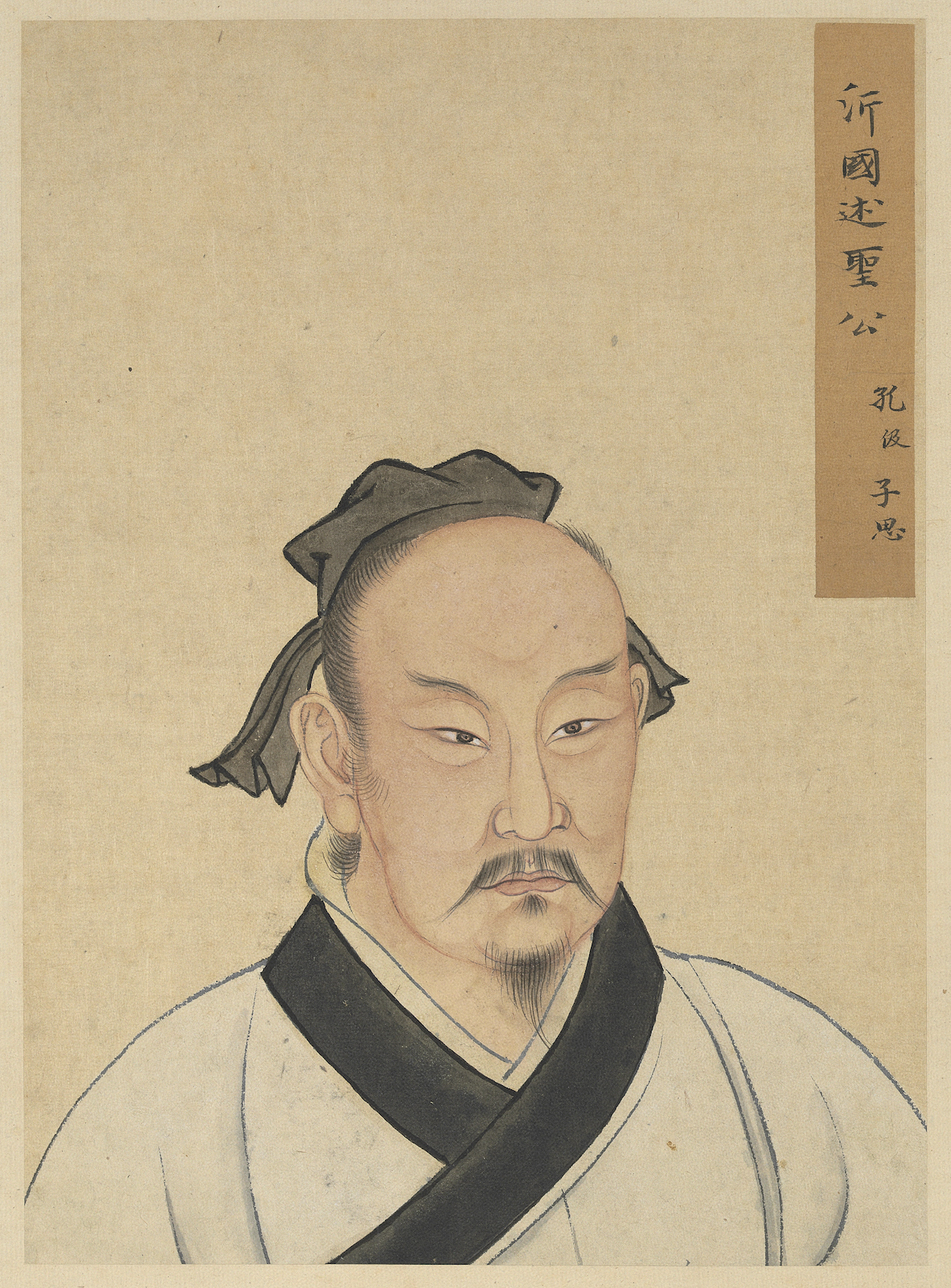
孔伋（孔子長孫）
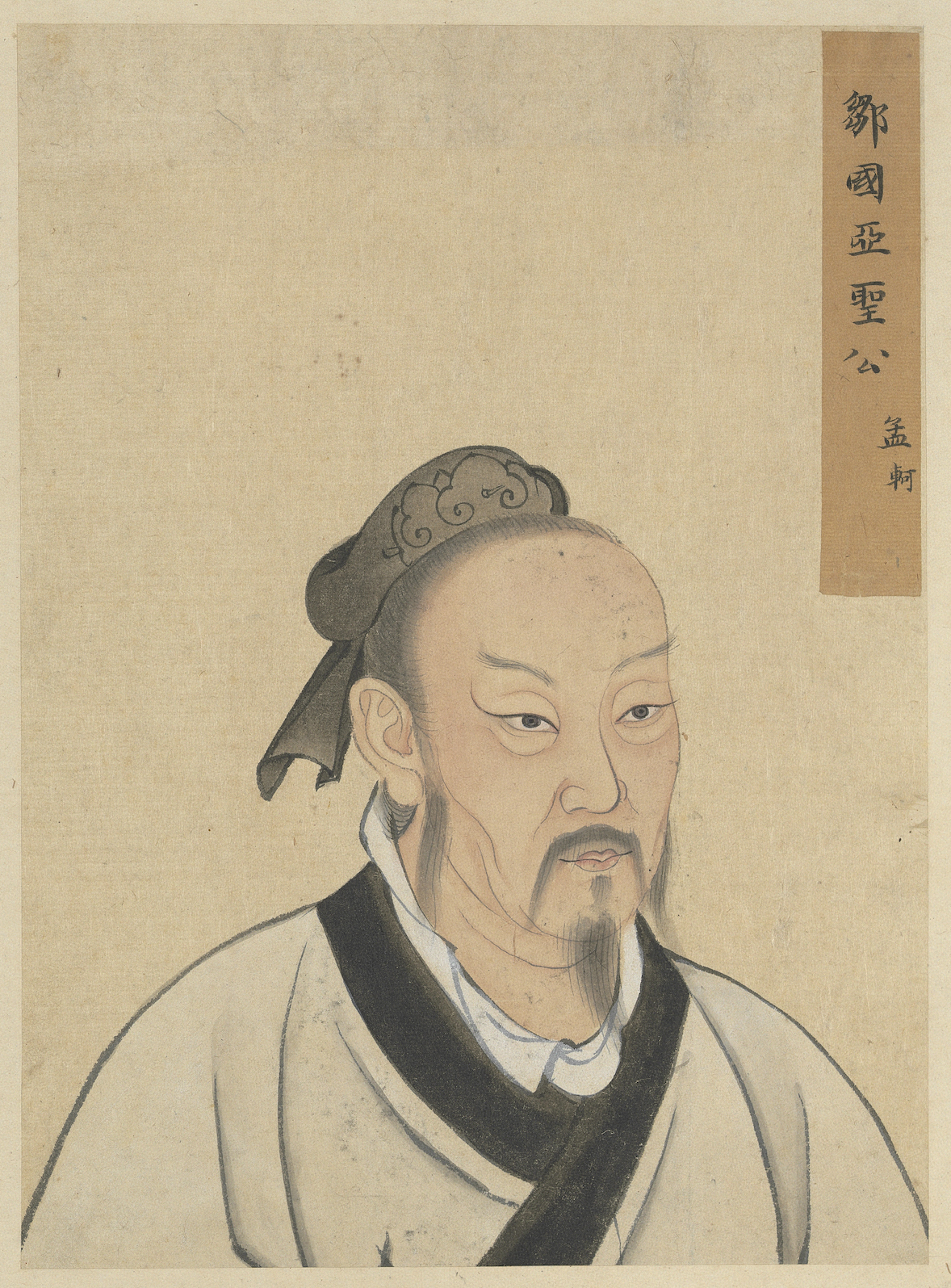
孟軻（另祀於孟庙）